# Montagne des Mémises
La montagne des Mémises est une montagne de Haute-Savoie, dans le massif du Chablais, à proximité de la frontière franco-suisse, qui culmine à 1 686 mètres d'altitude. Elle domine Évian-les-Bains, Thollon-les-Mémises et offre une vue panoramique sur le Léman, du massif du Jura aux Alpes franco-suisses. C'est un lieu de décollage de parapente réputé.

## Toponymie
Le nom Mémise proviendrait du radical mem, issu du gaélique mam signifiant « colline ».

## Géographie

### Situation
La montagne des Mémises se situe sur le versant nord-ouest du massif du Chablais, à proximité du Léman. Il s'étend presque exclusivement sur Thollon-les-Mémises mais son versant méridional est sur la commune de Bernex.

### Topographie

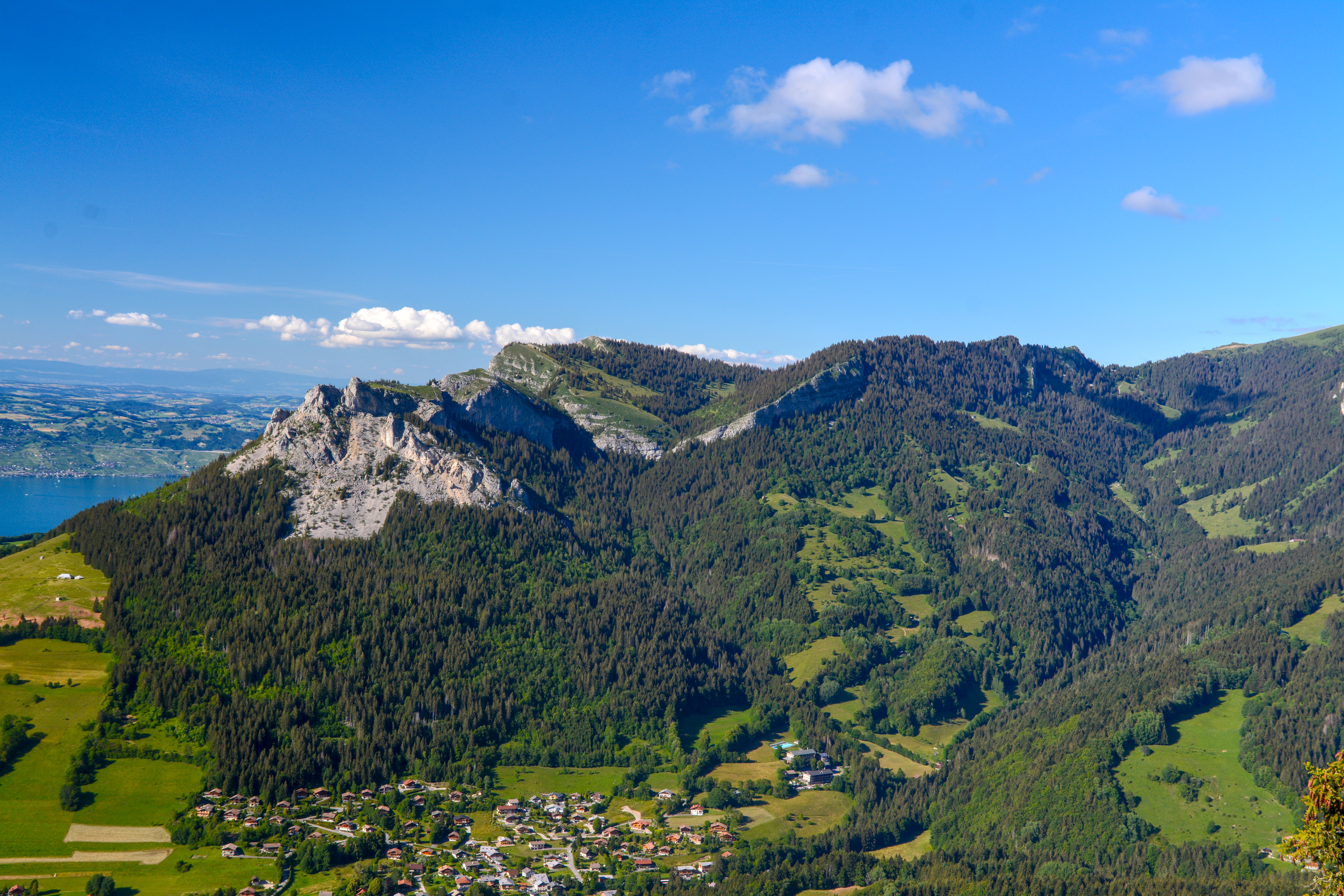
Vue de la montagne des Mémises depuis le mont Baron. À l'arrière-plan : le Léman, le plateau suisse et le Jura. À l'avant-plan à gauche : le mont César. En bas : la commune de Bernex. Sur la droite : le vallon du ruisseau des Lanches.

La montagne décrit un vallon surélevé, orienté est-ouest et délimité par deux crêtes au nord et au sud. Le versant nord présente d'imposantes falaises tandis que le versant sud est plus pentu. Son point culminant (1 686 m) se situe sur l'extrémité orientale de la crête nord mais son sommet principal est le pic des Mémises (1 674 m), sur l'extrémité occidentale de la crête nord. Il est délimité à l'ouest par le col de Pertuis qui le sépare du mont César (1 574 m) et fait aussi office de limite administrative entre Bernex et Thollon-les-Mémises.

### Géologie
La montagne des Mémises correspond aux derniers plis de la nappe des Préalpes médianes. Le relief forme un large synclinal perché (synclinal des Mémises) délimité par les crêtes du pic des Mémises (nord, 1 674 m) et du Grand Mottay (sud, 1 736 m). Les parois ainsi que l'ossature du pli sont constitués par les calcaires massifs du Jurassique supérieur (formation du Molson). Ce dernier présente une dissymétrie avec une série plus épaisse au nord qui se traduit par des falaises imposantes sur le versant nord tandis que le versant sud présente des parois peu développées. Vers le sommet, ces parois s'adoucissent en raison de la présence des calcaires marneux et plaquetés du Crétacé inférieur (formation du Sciernes d'Albeuve) qui constituent aussi une partie du cœur du synclinal. En son centre, le synclinal expose les Couches Rouges (marno-calcaire du Crétacé supérieur à Éocène) et très localement le flysch éocène (formation de Cuvigne-Derrey).
Le synclinal des Mémises présente un plan axial incurvé vers le sud. Ce cintrage du pli a entrainé la formation de failles normales listriques sur la paroi nord pour accommoder la déformation. Ces failles listriques s'enracinent dans les marno-calcaires du Jurassique moyen vers l'ouest et ont pour conséquence de découper la terminaison occidentale du massif en une série de blocs basculés. Vers l’est, le pli est affecté par des décrochements qui décalent le pli à hauteur de la pointe de l’Aritte (1 581 m). À l'ouest, le synclinal des Mémises est interrompu par une faille qui marque le col de Pertuis et sépare la montagne des Mémises du mont César.
Vers le nord, la série est affectée par des plis mineurs (anticlinal du mont Bénand) jusqu'aux rives du Léman et expose les niveaux inférieurs du Jurassique moyen au Trias où est extrait la pierre de Meillerie (calcaire siliceux du Jurassique inférieur). Vers le sud, le synclinal des Mémises se poursuit dans le vallon des Lanches par un anticlinal (anticlinal de Boré) en grande partie démantelé et qui permet d'exposer le cœur triasique au fond du vallon. L'absence de relief à cet endroit marque ainsi un relief inversé.

## Histoire

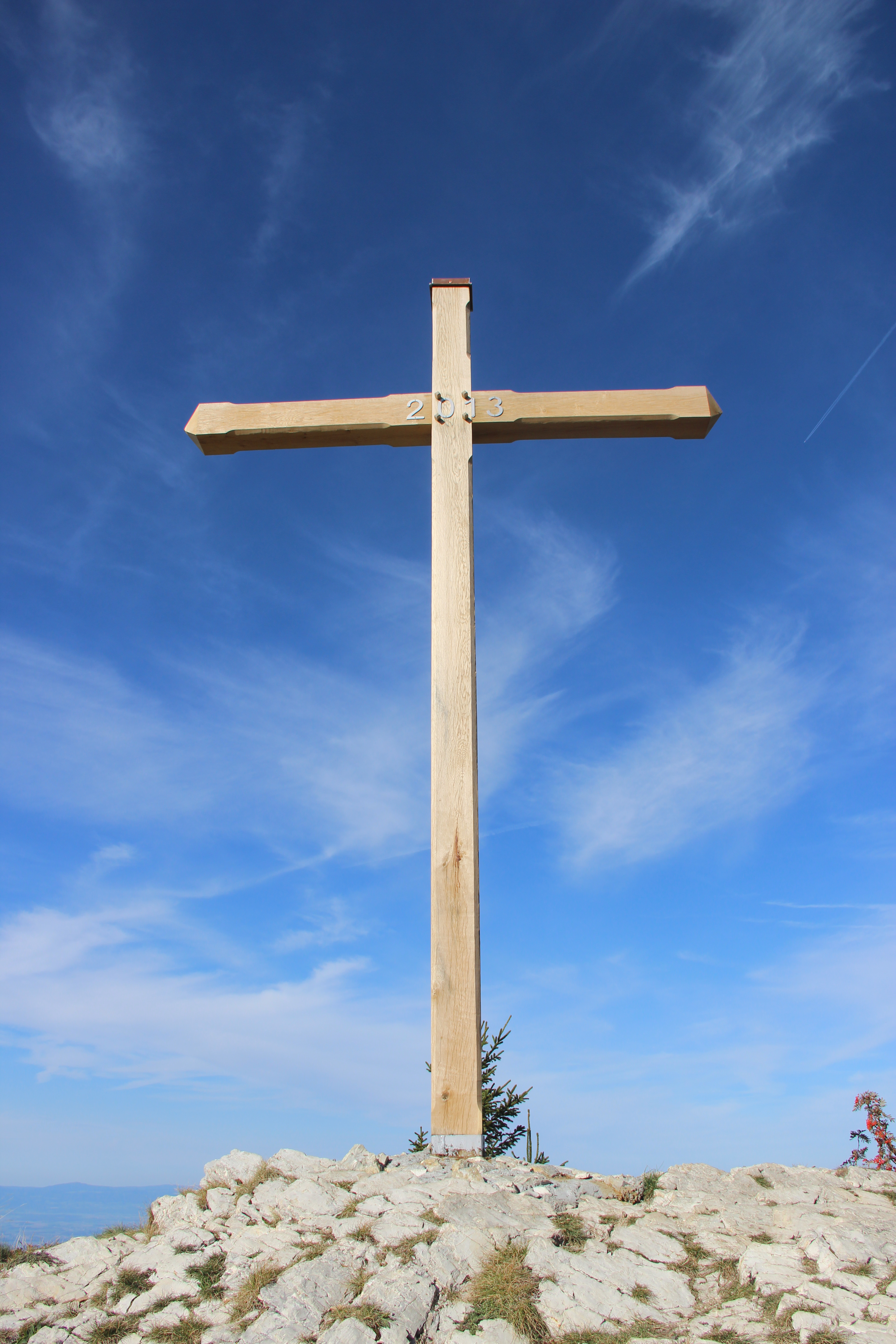
Croix du Vuargne sur le sommet occidental.

Deux croix sont installées sur les deux sommets de la montagne des Mémises. La croix du sommet occidental est dénommée « croix du Vuargne » car elle est réalisée en bois de sapin (le vuargne étant l'appellation savoyarde du sapin). Initialement sommaire, elle est remplacée par une croix plus élaborée en 2013. La croix orientale, situé sur le point culminant, est en acier et dénommée « la Pétolère ».

## Accès
Une télécabine permet d'accéder en haut de la montagne, à 1 595 mètres d'altitude, après 600 mètres de dénivelé.